# Јасна Бери
Јасна Бери (Зеница, 2. јануар 1954), негде позната и као Јасна Орнела Бери, је босанска и хрватска позоришна и филмска глумица. Живи и ради у Сарајеву.

## Филмографија
- 1982. Мирис дуња
- 1982. Двије половине срца
- 1986. Друга Жикина династија
- 1986. Посљедњи скретничар узаног колосјека
- 1986. Лепота порока
- 1988. Ванбрачна путовања
- 1990. Цајтнот
- 1990. Алекса Шантић
- 1990. Секс - партијски непријатељ бр. 1
- 1991. Брачна путовања
- 1992. Воајер
- 2000. Је ли јасно, пријатељу?
- 2003. Ту
- 2004. 100 минута славе
- 2004. Црна хроника
- 2005. Кад звони?
- 2005. Под ведрим небом
- 2005. Добро уштимани мртваци
- 2006. Грбавица
- 2006. Нафака
- 2007-2008. Не дај се, Нина
- 2008. Хитна 94
- 2008. Крв није вода
- 2008. Снијег
- 2009. Закон!
- 2009. Печат
- 2009. Битанге и принцезе
- 2010. На путу
- 2010. Циркус Колумбија
- 2010. Секс и село
- 2011. У земљи крви и меда
- 2011. Два смо свијета различита
- 2014. Луд збуњен нормалан